# VESA
Video Electronics Standards Association（ビデオ エレクトロニクス スタンダーズ アソシエーション、通常は“VESA”と略し、日本語読みは“ベサ”、英語読みは“ヴィーサ”）は、パソコンやワークステーション等のビデオ周辺機器に関する業界標準化団体である。

## VESAにて制定された標準
DisplayPort
デジタル・ディスプレイ装置の為に設計された映像・音声出力インタフェースの標準化規格。
Flat Display Mounting Interface (FDMI)

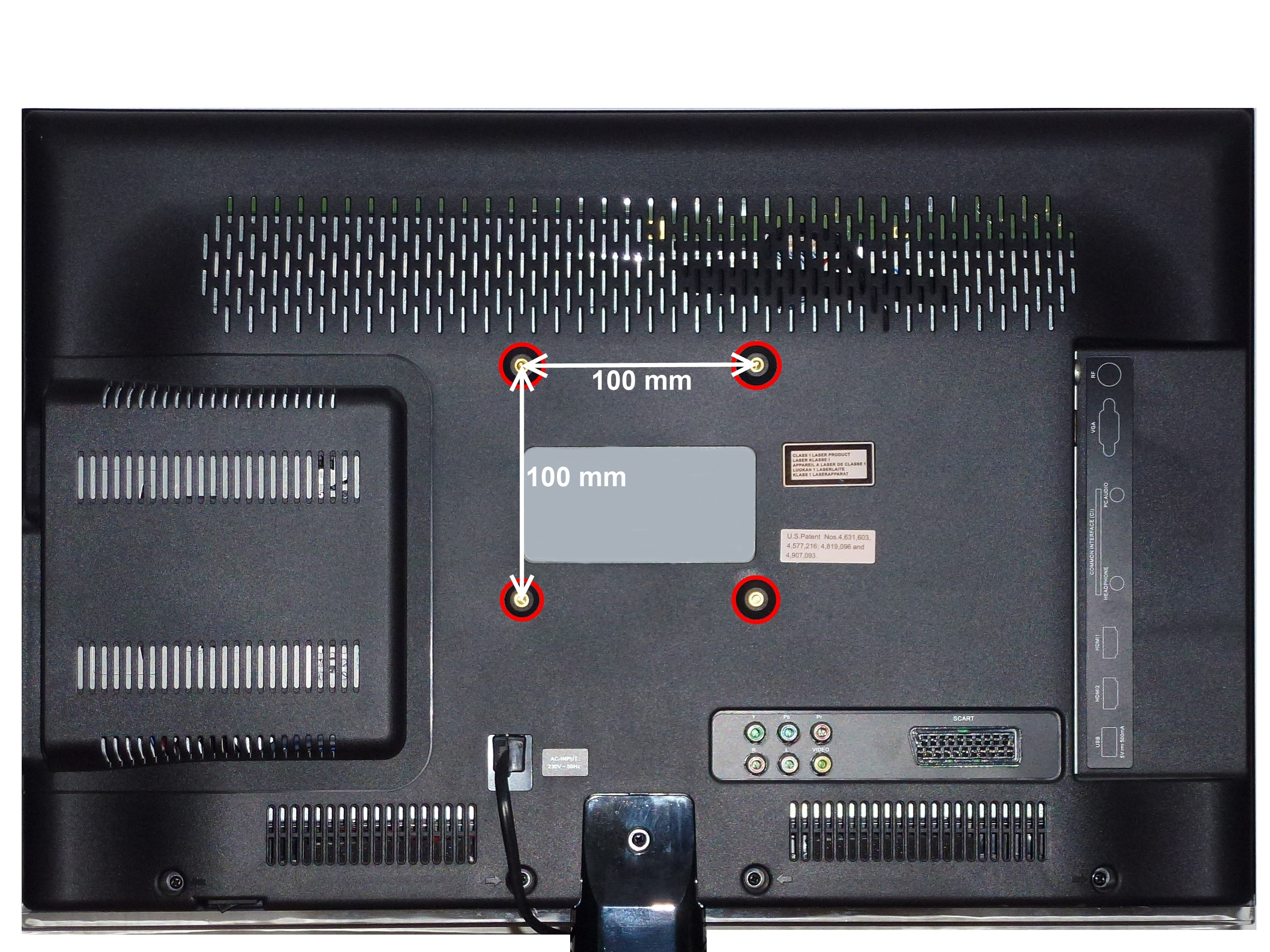
VESAマウント (FDMI MIS-D)

ディスプレイとモニターアームを接続する金具の規格。俗に『VESAマウント』と呼ばれる。
VESA ローカルバス (VLB)
PCI登場以前の各社各様であったウィンドウアクセラレータにおけるローカルバスの標準化。
VESA BIOS Extensions (VBE)
各社各様であったウィンドウアクセラレータにおける、解像度の変更などを標準化。
VESA Display Data Channel (DDC)
ディスプレイ側からビデオカードに向けて許容解像度等を送信するプラグアンドプレイの為の規格。
VESA Display Power Management Signaling (DPMS)
ディスプレイ省電力モードの標準。
VESA Media Channel (VMC)
グラフィックスカードとビデオカード等を接続するためのインターフェース仕様。
その他
LCDフラットパネルのコネクタ位置/形状、LCDモニタのアーム、ビデオケーブルのタイミングやコネクタ等の標準化。